# Yazd
Yazd uttal (fil) (persiska یَزد) är en stad i centrala Iran. Den är administrativ huvudort både för delprovinsen Yazd och för provinsen Yazd och har cirka en halv miljon invånare. Staden är central plats för zoroastrismen och eldtemplet Ateshkadeh har en brinnande eld inne i templet som enligt legenden ska ha brunnit där sedan 400-talet. Staden registrerades på UNESCO:s Världsarvslista år 2017.  Staden har en flygplats, Yazd. 
Under Pahlavi I:s tid flyttade en stor grupp kurder från Gulbaghi-stammen från norra Kurdistan-provinsen till staden Yazd och städerna Isfahan, Kashan och Nayin, och idag är kurder mer assimilerade element i befolkningen av dessa städer.